# HP-150
HP-150は1983年にヒューレット・パッカードより発売されたパーソナルコンピュータである。Intel 8088を搭載し、タッチスクリーンを搭載した商用のコンピュータとしては初期の製品であった。IBM PCとの互換性はないが、MS-DOS 2.01、2.11、3.20のカスタマイズ品が利用できた。すべてのHP3000用ソフトウェアが利用できるとされた。

## ハードウェア
CPUのIntel 8088は当時のIBM PCで使われていた4.77MHzを上回る8MHzで動作した。アドオンカードを使うとメモリを256KBから640KBに増設することができた。しかし、メインボードのスペースの都合からIntel 8087コプロセッサを取り付けるスロットは搭載されなかった。HP-150の別売のハードディスク付きモデルは "Touchscreen MAX" と呼ばれた。
ディスプレイはタッチした不透過物体の位置を検出するための赤外線送信機・検出機が周囲に付いたソニー製9インチCRTであった。最初のHP-150では、これらの送信機・検出器はモニターのベゼル内側に付いた小さな穴に設置されていた。そのため、下側の穴には埃がたまりやすく、それを取り除かないとタッチが検出されないことがあった。
Macintoshと同様に、コンピュータ本体はCRTと一体型であるものの、3.5インチドライブは外付けであった。HP-150 45611Aは電話帳大あるいはハードディスク装置大の9121Dデュアル3.5インチフロッピードライブで、HP-IBで接続できた。45600AはデュアルZ80 CP/Mマシンで9121ドライブを使用していた。

## HP-150II
1984年、HP-150は45849Aに置き換えられた。依然「タッチスクリーン」と呼ばれていたものの、タッチスクリーンは標準ではなく別売で提供された。別売のタッチスクリーンのベゼルは送信機と検出器を赤外線透過プラスチックの裏側に配置しており、最初のモデルのように穴の内部を掃除する必要はなくなった。
HP-150IIはHP-150と類似した外観だが、12インチディスプレイを搭載したことで本体のサイズは大きくなった。内蔵プリンターは省略された。HP-150IIでは4つの拡張スロットが利用でき、別売の8087コプロセッサボードを取り付けることができた。HP-150とHP-150IIの間ではグラフィック機能にいくつか些細な互換性の問題が存在した。
1985年、HPはVectraを発表した。これについてInfoWorld誌は「完全なIBM PC互換機を望む顧客に応じた。」と評した。HP-150はHP 3000ミニコンピュータのワークステーションとして再定義された。

## 仕様
| HP モデル | コマンドセット | FDD数 | FDD種別    | 面   | 各FDD容量 | HDD数 | HDD容量    | 注釈             |
| --------- | -------------- | ----- | ---------- | ---- | --------- | ----- | ---------- | ---------------- |
| 82901M    | Amigo          | 2     | 5.25インチ | 両面 | 270kb     | 0     | 無し       | 拡張用           |
| 82902M    | Amigo          | 1     | 5.25インチ | 両面 | 270kb     | 0     | 無し       | 拡張用           |
| 9121D     | Amigo          | 2     | 3.5インチ  | 片面 | 270kb     | 0     | 無し       | -                |
| 9121S     | Amigo          | 1     | 3.5インチ  | 片面 | 270kb     | 0     | 無し       | 拡張用           |
| 9122D     | SS/80          | 2     | 3.5インチ  | 両面 | 710kb     | 0     | 無し       | -                |
| 9122S     | SS/80          | 1     | 3.5インチ  | 両面 | 710kb     | 0     | 無し       | 拡張用           |
| 9123D     | SS/80          | 2     | 3.5インチ  | 両面 | 710kb     | 0     | 無し       | HP-150 IIのみ    |
| 9125S     | Amigo          | 1     | 5.25インチ | 両面 | 360kb     | 0     | 無し       | 拡張用、起動不可 |
| 9127S     | Amigo          | 1     | 5.25インチ | 両面 | 360kb     | 0     | 無し       | 拡張用、起動不可 |
| 9133A     | Amigo          | 1     | 3.5インチ  | 片面 | 270kb     | 1     | 5Mb        | -                |
| 9133B     | Amigo          | 1     | 3.5インチ  | 片面 | 270kb     | 1     | 10Mb       | -                |
| 9133D     | SS/80          | 1     | 3.5インチ  | 両面 | 710kb     | 1     | 15Mb       | -                |
| 9133H     | SS/80          | 1     | 3.5インチ  | 両面 | 710kb     | 1     | 20Mb       | 要DOS 3.20       |
| 9133L     | SS/80          | 1     | 3.5インチ  | 両面 | 710kb     | 1     | 40Mb       | 要DOS 3.20       |
| 9133V     | Amigo          | 1     | 3.5インチ  | 片面 | 270kb     | 1     | 5Mb        | -                |
| 9133XV    | Amigo          | 1     | 3.5インチ  | 片面 | 270kb     | 1     | 15Mb       | -                |
| 9134A     | Amigo          | 0     | 無し       | 無し | 無し      | 1     | 5Mb        | -                |
| 9134B     | Amigo          | 0     | 無し       | 無し | 無し      | 1     | 10Mb       | -                |
| 9134H     | SS/80          | 0     | 無し       | 無し | 無し      | 1     | 20Mb       | 要DOS 3.20       |
| 9134L     | SS/80          | 0     | 無し       | 無し | 無し      | 1     | 40Mb       | 要DOS 3.20       |
| 9134V     | Amigo          | 0     | 無し       | 無し | 無し      | 1     | 5Mb        | -                |
| 9134XV    | Amigo          | 0     | 無し       | 無し | 無し      | 1     | 15Mb       | -                |
| 9153A     | SS/80          | 1     | 3.5インチ  | 両面 | 710kb     | 1     | 10Mb       | -                |
| 9153B     | SS/80          | 1     | 3.5インチ  | 両面 | 710kb     | 1     | 20Mb       | 要DOS 3.20       |
| 9153C     | SS/80          | 1     | 3.5インチ  | 両面 | 710kb     | 1     | 10/20/40Mb | 要DOS 3.20       |
| 9154A     | SS/80          | 0     | 無し       | 無し | 無し      | 1     | 10Mb       | -                |
| 9154B     | SS/80          | 0     | 無し       | 無し | 無し      | 1     | 20Mb       | 要DOS 3.20       |

- ディスプレイ解像度
  - テキスト：80桁×27行（720×378ピクセル）
    - 文字サイズ：7×10ピクセル
    - 文字セルサイズ：9×14ピクセル
    - HP2623グラフィックターミナルと同等のHP独自端末エミュレーション

  - ビットマップ：512×390ピクセル
  - テキスト画面とグラフィック画面は別々のプレーンにある
- モニターセンサー分解能：40×24（縦×横）
- オプションの内蔵サーマルプリンター 2647A（ロール紙）
- 通信ポート
  - RS-232 × 2（うち1つはRS-422をサポート）
  - HP-IB (IEEE 488)
  - HP-HIL（HP-150IIでは標準でサポート、HP-150では別売のアドオンカードで対応）

HP-150のタッチスクリーン分解能はやや粗く、2文字幅の解像度しかない。主に大雑把なカーソル位置の取得やファンクションキーの制御に使用され、図形の描画には使用されなかった。